# 美馬市立岩倉小学校
美馬市立 岩倉小学校（みましりつ いわくらしょうがっこう）は、徳島県美馬市脇町岩倉にある公立小学校。

## 概要
卒業後は美馬市立岩倉中学校へ進学する。

### 基礎データ
所在地等
- 〒779-3620 徳島県美馬市脇町岩倉2879番地

### 校訓
- 誠

## 沿革
- 2005年（平成17年） - 町村合併のため美馬市立岩倉小学校となる。

## 通学区域が隣接している学校
- 美馬市立脇町小学校
- 美馬市立三島小学校
- つるぎ町立太田小学校
- 美馬市立美馬小学校
- 香川県高松市立塩江小学校